# Трой Тауншип (округ Бредфорд, Пенсільванія)
Трой Тауншип (англ. Troy Township) — селище (англ. township) в США, в окрузі Бредфорд штату Пенсільванія. Населення — 1585 осіб (2020).

## Демографія
Згідно з переписом 2010 року, у селищі мешкало 1645 осіб у 694 домогосподарствах у складі 464 родин. Було 751 помешкання
Расовий склад населення:
| - 97,9 % — білих - 0,6 % — азіатів - 0,5 % — чорних або афроамериканців - 0,2 % — корінних американців |

До двох чи більше рас належало 0,6 %. Частка іспаномовних становила 1,2 % від усіх жителів.
За віковим діапазоном населення розподілялося таким чином: 20,4 % — особи молодші 18 років, 59,9 % — особи у віці 18—64 років, 19,7 % — особи у віці 65 років та старші. Медіана віку мешканця становила 46,2 року. На 100 осіб жіночої статі у селищі припадало 98,7 чоловіків;  на 100 жінок у віці від 18 років та старших — 95,4 чоловіків також старших 18 років.
Середній дохід на одне домашнє господарство  становив 76 227 доларів США (медіана — 56 157), а середній дохід на одну сім'ю — 91 958 доларів (медіана — 65 000). За межею бідності перебувало 8,8 % осіб, у тому числі 11,8 % дітей у віці до 18 років та 2,5 % осіб у віці 65 років та старших.
Цивільне працевлаштоване населення становило 850 осіб. Основні галузі зайнятості: освіта, охорона здоров'я та соціальна допомога — 20,0 %, виробництво — 15,3 %, транспорт — 14,5 %.